# Joan de Muga Dòria
Joan de Muga Dòria   (Barcelona, 1946 - Barcelona, 2 de gener de 2020) fou un galerista i editor català significativament compromès amb la creació contemporània.
El març del 1976 va crear, amb el seu pare Manuel de Muga i Toset, la galeria d'art que porta el nom d'un dels principals promotors de l'art d'avantguarda del segle XX a Catalunya, la Galeria Joan Prats. També va ser impulsor d'altres espais d'art a Nova York, Los Angeles i Barcelona, havent destacat per la promoció internacional d'artistes catalans. També fou rellevant la seva tasca al capdavant d'Ediciones Polígrafa i l'edició i distribució d'obres de grans creadors a través de Polígrafa Obra Gràfica, que té presència a les principals fires d'art del món. Per aquests mèrits li fou concedida la Creu de Sant Jordi l'any 2015.